# Ali Begeja
Ali Begeja (ur. 1888, zm. 1947) – albański prawnik i polityk, burmistrz Tirany w latach 1922–1923.

## Życiorys
W latach 1900. uczęszczał do szkoły w Tiranie, pracował następnie w zawodzie prawnika. Uczestniczył w pierwszym (1908) i drugim kongresie manastirskim (1910). W latach 1911–1914 pracował jako sędzia pokoju w Tiranie, otworzył następnie własną kancelarię adwokacką. Popierał władzę księcia Wilhelma zu Wieda.
Uczestniczył w kongresie w Lushnji, który odbył się dnia 21 stycznia 1920 roku. W latach 1922–1923 pełnił funkcję burmistrza Tirany. W 1924 roku został deputowanym do albańskiego parlamentu, zaczął ponownie pełnić tę funkcję w 1937 roku w wyniku wyborów parlamentarnych.
Po II wojnie światowej wrócił do zawodu prawnika, jednak w 1947 roku został aresztowany przez władze komunistyczne; podczas przesłuchań był poddawany torturom, w wyniku których zmarł.

## Odznaczenia i upamiętnienia
W 1914 roku został odznaczony przez księcia Wilhelma zu Wieda medalem „Besë e Bashkim”.
Imieniem Alego Begei nazwano jedną z ulic w Tiranie.

## Życie prywatne
Miał czterech synów, w tym Jusufa, Halima i Envera.
Dziadek Maksima, polityka Republikańskiej Partii Albanii.